# Teresina (stad)
Teresina is een gemeente en de hoofdstad van Braziliaanse noordoostelijke deelstaat Piauí. De stad maakt een moderne indruk en is zeker aangenaam maar verder zonder bijzonderheden. Er is een vliegveld en het is een verkeersknooppunt. Teresina heeft 866.300 inwoners (2022). Een van de meest opmerkelijke aspecten van Teresina is het feit dat het centrum van de stad tussen twee rivieren ligt, die elkaar buiten de stad 'ontmoeten'. Teresina staat bekend als een van de heetste steden in Brazilië. Met name in de periode september-december ligt de middagtemperatuur bijna altijd rond de 40 graden Celsius.

## Aangrenzende gemeenten
De gemeente grenst aan Altos, Curralinhos, Demerval Lobão, José de Freitas, Lagoa do Piauí, Monsenhor Gil, Palmeirais, Pau-d'Arco do Piauí, União, Caxias (MA) en Timon (MA).

## Sport
De stad heeft meerdere grote clubs die het staatsvoetbal van het Campeonato Piauiense domineren, maar op nationaal niveau geen enkele rol van betekenis spelen. Ríver is veruit de succesvolste club en slaagde er in 2015 in om als eerste club ooit van de staat te promoveren op nationaal niveau, naar de Série C. Ook Flamengo en Piauí spelen in de hoogste klasse en wonnen al verscheidene titels. Tot in de jaren negentig speelden ook Auto Esporte en Tiradentes in de hoogste klasse, maar deze clubs zijn inmiddels verdwenen, evenals Botafogo, dat elf titels won maar al eind jaren zeventig verdween. Ríver en Flamengo spelen in het Albertão dat aan meer dan 40.000 toeschouwers plaats biedt.

## Stedenbanden
Zustersteden van Teresina:
- Changzhou, China

## Geboren
- Torquato Neto (1944-1972), dichter, journalist en tekstdichter voor MPB
- Rafael Fonteles (1985), gouverneur van Piauí
- Sarah Menezes (1990), judoka